# Lang Rongrien
Die Höhle Lang Rongrien (Provinz Krabi) ist eine Höhle und wichtige Ausgrabungsstätte in Süd-Thailand.
Die Höhle wurde 1982 entdeckt und ein Jahr später von Douglas Anderson  (University of Pennsylvania) erforscht. Die Fundstelle Lang Rongrien ist bisher der einzige Ort in Thailand, der einen Einblick auf die Menschen (Homo erectus) und ihre Umweltverhältnisse um 30.000 Jahre vor unserer Zeit gewährt.
Die Höhle befindet sich in einer atemberaubenden Landschaft nördlich der Provinzhauptstadt Krabi mit zahlreichen schroffen Felsen und vielen weiteren Höhlen, Felsdächern (Abris) – meist überwuchert von der dichten Vegetation. Der Fundort Lang Rongrien liegt auf der Ostseite eines Hügels an der Landstraße 1016, etwa 15 km (Luftlinie) nordnordwestlich der Provinzhauptstadt Krapi.
Der Ort lag zu dieser Zeit noch näher an der Küste (höherer Meeresspiegel) und bot den hier lebenden Menschen über einen langen Zeitraum Schutz. Anderson fand verschiedene Holzkohlereste, die zwischen 38.000 und 27.000 Jahre alt sind. Dies bedeutet jedoch nicht, dass die Grotte über den gesamten Zeitraum bewohnt gewesen war.
Im Süden Thailands gibt es weit mehr Regenfälle als im trockenen Nordosten, und auch heute noch zeugen die üppigen Regenwälder vom früheren Reichtum an Pflanzen und Tieren in dieser Gegend. Dies hat zweifellos Jäger und Sammler  angezogen, die in der Grotte zeitweise Unterschlupf fanden und dann weiterzogen. Über den gesamten Zeitraum, in dem wesentliche Veränderungen der Umwelt stattgefunden haben, sind drei Zu- und Abwanderungswellen zu beobachten.
- Erste Siedlungsphase (mindestens vor 38.000 Jahren): zwei Herdstellen,  gebrochene und verkohlte Tierknochen sowie schuppige Werkzeuge stammen aus der  ältesten Zeit
- Zweite Siedlungsphase (eine Tausend Jahre später): mehrere Herdstellen mit  umliegenden Knochen und Steinwerkzeugen
- Dritte Siedlungsphase (etwa vor 27.000 Jahren): sieben Herdstellen, von denen  zwei von Steinen gesäumt sind und so von Knochen und Werkzeugen umgeben sind, als  ob die prähistorischen Jäger von der Wärme des Feuers angezogen worden sind;  vielleicht half der Rauch des Feuers auch gegen die Mücken.

Noch vor etwa 10.000 Jahren lag Lang Rongrien in Küstennähe und man stellte tatsächlich eine Veränderung der benutzten Werkzeuge für diese Zeit fest. Waren sie vorher eher robuste Werkzeuge, fertigte man später Blättchen aus Kieselsteinen. Möglicherweise hängt diese Entwicklung mit der Klimaänderung zusammen, als auf das kühlere und trocknere ein feuchtheißes Klima folgte, das höchstwahrscheinlich zum erneuten Aufkommen von Regenwäldern führte.